# Kwarantined Krab
«Kwarantined Krab» es el segundo segmento del episodio 263 de Bob Esponja, que forma parte de la duodécima temporada de la serie.  Originalmente estaba programado para transmitirse en los Estados Unidos en 2020, pero los acontecimientos de la pandemia de COVID-19 hicieron que se le impidiera emitirse en Nickelodeon hasta el 29 de abril de 2022 (convirtiéndolo en el episodio final de la duodécima temporada) debido a la trama del episodio, giraba en torno a una pandemia. 

## Trama
Un inspector de salud entra en el Krusty Krab, donde declara que hay una enfermedad llamada «Clam-flu» que se extiende, haciendo que la mayoría de los personajes corran y entren en pánico. El inspector de salud ordena que el restaurante sea puesto en cuarentena, para consternación de Calamardo y Pearl. El Krusty Krab se cierra con seguro con Bob Esponja, Patricio, Calamardo, Mr. Krabs, Pearl y la Sra. Puff atrapados dentro. Mr. Krabs sugiere encerrar a la persona enferma dentro del congelador una vez que la encuentren. Un poco de pimienta se lanza accidentalmente al aire, haciendo que Bob Esponja estornude, haciendo que todos los demás asuman que ha contraído la enfermedad. Bob Esponja entra voluntariamente en el congelador después de que se le preguntara.  Patricio nota que Bob Esponja se divierte en el congelador, así que finge que también ha contraido la «Clam-flu», lo que provoca que lo arrojen adentro. 
Cuando Calamardo comienza a rascarse el brazo con picor, por lo que Pearl asume que contrajo la enfermedad y Mr. Krabs lo arroja al congelador. Mr. Krabs se da cuenta de que la Sra. Puff ha bostezado, haciéndole pensar que ella también se ha contagiado de la «Clam-flu»; posteriormente, ella también termina encerrada en el congelador. Después de que Pearl recordara que le sobraba algo de dinero de la última vez que estuvo en el centro comercial, Mr. Krabs cree que su mente está envenenada por la enfermedad, encerrándola también. Después de que todos los demás en el congelador informaran sentirse bien, la señora Puff concluye que el propio Mr. Krabs es el que ha contraído la enfermedad; ella y el resto de los personajes salen del congelador. Todos ellos persiguen a Mr. Krabs por el restaurante para encerrarlo en el congelador, pero todos terminan incapacitados al hacerlo. Cuando el inspector de salud regresa, dice que cometió un error y que en realidad nadie está enfermo, antes de asumir que todos han contraído una enfermedad diferente y que Mr. Krabs los ha contagiado a todos. Éste termina ordenando que el Krusty Krab tenga un confinamiento aún más fuerte. El restaurante es transportado al Chum Bucket, donde Plankton ruega a todos que se mantengan alejados de él para evitar contagiarse de la enfermedad, antes de darse cuenta de que puede que ya la haya contraído.  

## Recepción
David King en Bubbleblabber.com le dio al episodio una crítica positiva, y señala que el humor proviene de la paranoia entre los personajes; King afirma que «a medida que están en cuarentena por la enfermedad, la sinopsis en sí misma lentamente lo hace evidente cerca del final con un final muy irónico».

## Prohibición temporal
«Kwarantined Krab» estaba inicialmente destinado a emitirse durante 2020, pero fue retirado hasta el 29 de abril de 2022, debido a la trama que gira en torno a una pandemia, ya que la pandemia de COVID-19 en el mundo real se detectó por primera vez a finales de 2019. Debido a esto, no estuvo disponible para su visualización a través de Paramount+ (hasta 2023) con los otros episodios,  ni fue incluido en el DVD de la temporada 12 del programa.  Sin embargo, si estuvo disponible desde un inicio para su compra en iTunes y Amazon Prime, y se transmitió con normalidad en mercados internacionales como Europa, Canadá y Latinoamérica en 2021.  En cuanto a la retirada del episodio, así como del episodio de la tercera temporada, «Mid-Life Crustacean», Michelle Mehrtens de Screen Rant comentó «teniendo en cuenta el hecho de que Bob Esponja está específicamente orientado hacia los niños, es comprensible que Nickelodeon dude en mantener estos episodios en su rotación digital. Al mismo tiempo, la serie existe en un espectro televisivo convincente, que equilibra entre el consumo de niños y adultos».